# Abrams (Wisconsin)
Abrams è un comune degli Stati Uniti d'America, situato in Wisconsin e in particolare nella Contea di Oconto.